# Hilarimorpha pitans
Hilarimorpha pitans är en tvåvingeart som beskrevs av Webb 1974. Hilarimorpha pitans ingår i släktet Hilarimorpha och familjen Hilarimorphidae.
Artens utbredningsområde är British Columbia. Inga underarter finns listade i Catalogue of Life.